# Güloğlular
Güloğlular är en ort i Azerbajdzjan.   Den ligger i distriktet Bərdə Rayonu, i den centrala delen av landet, 230 km väster om huvudstaden Baku. Güloğlular ligger 63 meter över havet och antalet invånare är 941.
Terrängen runt Güloğlular är platt. Runt Güloğlular är det ganska tätbefolkat, med 129 invånare per kvadratkilometer.. Närmaste större samhälle är Barda, 3,8 km söder om Güloğlular.
Runt Güloğlular är det i huvudsak tätbebyggt.